# مصطفى جواهر
مصطفى جواهر (بالتركية: Mustafa Cevahir)‏ هو لاعب كرة قدم تركي في مركز الهجوم، ولد في 5 يناير 1986 في أوف (بلدة) في تركيا. شارك مع منتخب تركيا تحت 21 سنة لكرة القدم. أما مع النوادي، فقد لعب مع آلتاي إزمير وأوفتاس سبور وإسطنبول سبور وبولو سبور وغازي عنتاب سبور وكارسياكا ونادي فنربخشة ويني ملطية سبور.

## وصلات خارجية
- مصطفي جواهر على موقع اتحاد تركيا (لاعب) (الإنجليزية)
- مصطفي جواهر على موقع قاعدة بيانات كرة القدم.إي يو (الإنجليزية)